# Standard 18/36
La 18/36 è un'autovettura di medie dimensioni prodotta dalla Standard dal 1927 al 1930.
Il modello fu la prima vettura della Standard, dopo più di un decennio, a montare un motore a sei cilindri. L'ultimo modello Standard con un motore di queste caratteristiche fu infatti la 20 hp, che venne prodotta fino al 1914. Il propulsore della 18/36 era in linea, a valvole in testa e possedeva un cilindrata di 2.230 cm³. L'alesaggio e la corsa erano, rispettivamente, 68 mm e 102 mm. La potenza erogata era di 36 CV.
I tipi di carrozzeria offerti erano due, torpedo e berlina. Entrambe le versioni erano a quattro porte.
La 18/36 fu l'ultimo modello Standard a montare un motore a valvole in testa, perlomeno per un certo periodo. Dal 1927, con il lancio della 9 hp, la casa automobilistica di Coventry tornò infatti alle valvole laterali. Nel 1947 la Standard ripropose nuovamente le valvole in testa, questa volta definitivamente.